# Ministère de l'Agriculture de la République démocratique allemande
Le ministère de l'Agriculture, des Forêts et de l'Agroalimentaire de la République démocratique allemande (RDA) (Ministerium für Land, Forst- und Nahrungsgüterwirtschaft der DDR) était le ministère chargé de la politique agricole au sein du gouvernement de la RDA. Il est créé en 1949 et dissous à la réunification de cette dernière avec la République fédérale d'Allemagne (RFA), en 1990. Ses fonctions ont alors été reprises par le ministère fédéral de l'Agriculture.

## Liste des ministres
| #  | Image | Nom                         | Début du mandat  | Fin du mandat     | Parti       |
| -- | ----- | --------------------------- | ---------------- | ----------------- | ----------- |
| 1  |       | Ernst Goldenbaum            | Octobre 1949     | Novembre 1950     | DBD         |
| 2  |       | Paul Scholz                 | Novembre 1950    | Mai 1952          | DBD         |
| 3  |       | Wilhelm Schröder            | Juin 1952        | Mai 1953          | DBD         |
| 4  |       | Hans Reichelt               | Mai 1953         | Novembre 1953     | DBD         |
| 5  |       | Paul Scholz                 | Novembre 1953    | Mars 1955         | DBD         |
| 6  |       | Hans Reichelt               | Mars 1955        | Février 1963      | DBD         |
| 7  |       | Georg Ewald                 | 14 novembre 1963 | 14 septembre 1973 | SED         |
| 8  |       | Heinz Kuhrig                | 3 octobre 1973   | 3 décembre 1982   | SED         |
| 9  |       | Bruno Lietz                 | 3 décembre 1982  | 13 novembre 1989  | SED         |
| 10 |       | Hans Watzek                 | 13 novembre 1989 | 12 avril 1990     | DBD         |
| 11 |       | Peter Pollack               | 12 avril 1990    | 16 août 1990      | Indépendant |
|    |       | Peter Kauffold (intérim)    | 16 août 1990     | 20 août 1990      | SPD         |
|    |       | Gottfried Haschke (intérim) | 20 août 1990     | 2 octobre 1990    | CDU         |